# Bulgarian International 2018
Die Bulgarian International 2018 im Badminton fanden vom 4. bis zum 7. Oktober 2018 in Sofia statt.

## Sieger und Platzierte
| Disziplin    | Gold                         | Silber                                | Bronze                                          |
| ------------ | ---------------------------- | ------------------------------------- | ----------------------------------------------- |
| Herreneinzel | Albin Carl Hjelm             | Kyrylo Leonov                         | Léo Rossi                                       |
| Herreneinzel | Albin Carl Hjelm             | Kyrylo Leonov                         | Dimitar Yanakiev                                |
| Dameneinzel  | Sara Peñalver Pereira        | Aakarshi Kashyap                      | Daniella Gonda                                  |
| Dameneinzel  | Sara Peñalver Pereira        | Aakarshi Kashyap                      | Ágnes Kőrösi                                    |
| Herrendoppel | Jaromír Janáček Tomáš Švejda | Ivan Rusev Alex Vlaar                 | Bruno Carvalho Tomas Nero                       |
| Herrendoppel | Jaromír Janáček Tomáš Švejda | Ivan Rusev Alex Vlaar                 | Vasantha Kumar Hanumaiah Raganatha Ashith Surya |
| Damendoppel  | Moa Sjöö Tilda Sjöö          | Kate Frost Moya Ryan                  | Silvia Garino Lisa Iversen                      |
| Damendoppel  | Moa Sjöö Tilda Sjöö          | Kate Frost Moya Ryan                  | Theodora Lambrianidou Grammatoula Sotiriou      |
| Mixed        | Alex Vlaar Mariya Mitsova    | Ashith Surya Pranjal Prabhu Chimulkar | Andrija Doder Marija Sudimac                    |
| Mixed        | Alex Vlaar Mariya Mitsova    | Ashith Surya Pranjal Prabhu Chimulkar | Stamatis Tsigirdakis Eleni Moutevelidou         |